# Ninja Sex Party
Ninja Sex Party er et amerikansk komedieband. De blev dannet i 2009. Bandets medlemmer er Dan Avidan (sanger) og Brian Wecht (alle instrumenter). De har udgivet i alt fire albums med deres eget materiale og tre coveralbums.

## Diskografi
Originale albums
- NSFW (2011)
- Strawberries and Cream (2013)
- Attitude City (2015)
- Cool Patrol (2018)

Coveralbums
- Under the Covers (2016)
- Under the Covers, Vol. II (2017)
- Under the Covers, Vol. III (2019)[1]